# مصطفى باشا البوشاطي الإشقودري
مصطفى باشا البوشاطي الإشقودري هو سياسي عثماني شغل منصب والي في الدولة العثمانية.

## مناصبه
تولى المناصب التالية:
- سنجق بك إشقودرة (1810–1831)